# Civilização

A cidadela de Machu Picchu, conhecida como "a cidade perdida dos Incas" e construída pelos povos indígenas Quíchua, tornou-se o símbolo mais reconhecível da civilização Tawantinsuyu

Civilização é o estágio mais avançado de determinada sociedade humana, caracterizada basicamente pela sua fixação ao solo mediante construção de cidades, daí derivar do latim civita que designa cidade e civile (civil) o seu habitante. Observa-se que essa noção traduz os conceitos etnocêntricos do início da antropologia onde se contrapõe as sociedades complexas às primitivas. É nesse contexto que também aparece a sequência evolutiva selvageria - barbárie - civilização, entendida por Gordon Childe como os estágios evolutivos obrigatórios das sociedades antigas desde a passagem de um sistema social/econômico/tecnológico de caçadores-coletores ("selvageria") para agricultores e pastores ("barbárie") até a concentração em cidades e divisão social ("civilização"). É Gordon Childe que populariza os conceitos de revolução neolítica (ou revolução agrícola) e revolução urbana para marcar a passagem entre tais estágios evolutivos da humanidade. Para Darcy Ribeiro, a revolução sociocultural consiste no movimento histórico de mudança dos modos de ser e de viver dos grupos humanos, desencadeado pelo impacto de sucessivas revoluções tecnológicas (agrícola, industrial, etc.) sobre sociedades concretas, tendentes a conduzi-las à transição de uma etapa a outra, ou de uma a outra formação sociocultural. 
Observe-se porém, como ressalva Matias que tal conceito de evolução difere da perspectiva evolucionista nos estudos clássicos da antropologia, pois considera o movimento de evolução sociocultural como um processo complexo de civilização, marcado por mudanças e permanências, seja por aceleração evolutiva (ou estagnação cultural) devido à dinâmica da própria cultura, seja por atualização ou incorporação histórica devido a contatos interculturais. Para Darcy Ribeiro, progressos e regressões são dois mecanismos de configuração histórica que representam o avanço ou retrocesso dos aspectos produtivos, sociais e culturais de uma determinada sociedade em seu percurso evolutivo relativo a outras sociedades e não a um fim específico, que é a nossa sociedade, como os evolucionistas pressupõem.
Num sentido mais amplo e comumente empregado, a civilização designa toda uma cultura de determinado povo e o acervo de seus característicos sociais, científicos, políticos, econômicos e artísticos próprios e distintos.

## Teorias em conflito

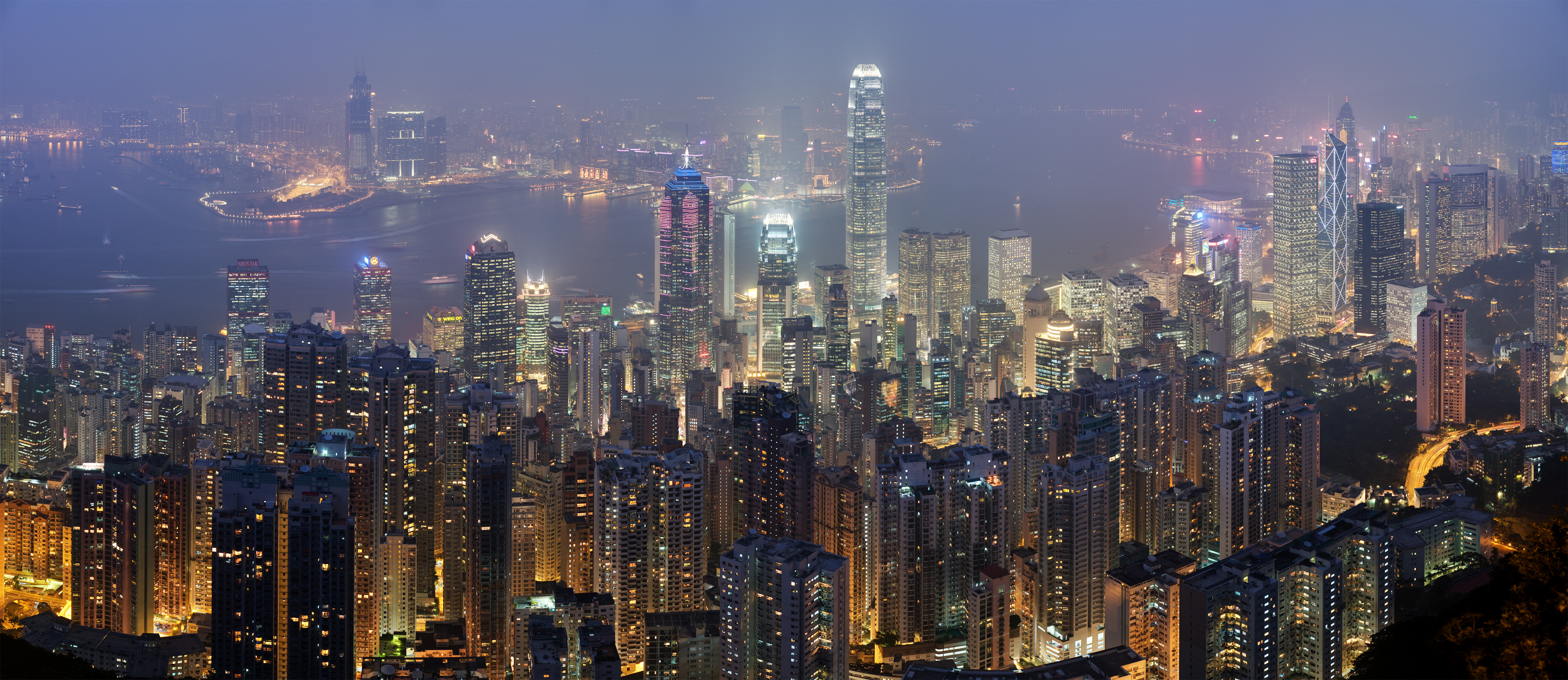
Hong Kong. As cidades são um dos resultados da revolução urbana.

A civilização é um processo social em si, inerente aos agrupamentos humanos que tendem sempre a evoluir com a variação das disponibilidades econômicas, principalmente alimentares e sua decorrente competição por estes com os agrupamentos vizinhos.
Alguns historiadores defendem que o surgimento de grandes civilizações sempre depende do progressivo acúmulo de recursos naturais por um determinado grupo étnico e tem por detonador o acúmulo de poder bélico nas mãos de certos líderes e suas famílias. A hegemonia de tais grupos sobre outros acaba sempre influenciando culturalmente toda a região e o produto, invariavelmente, redunda em um novo estabelecimento de regras sociais, impressionantes construções e a produção de obras de arte numa etapa posterior.
Para Norbert Elias, o conceito de civilização é uma apropriação de um "termo nativo" (utilizado na França e na Inglaterra, a partir do século XVI, principalmente) e implica não só em uma realidade específica, empiricamente observável, como também em uma abstração teórica, um modelo de interpretação da história e da sociedade, entendida como um processo e constituída a partir de uma rede de interdependência funcional. O processo civilizador, segundo ele, manifesta-se numa cadeia de lentas transformações dos padrões sociais de autorregulação e caminha "rumo a uma direção específica de forma não-linear e evolutiva, mas de modo contínuo, com impulsos e contraimpulsos alternados".

## Identidade cultural

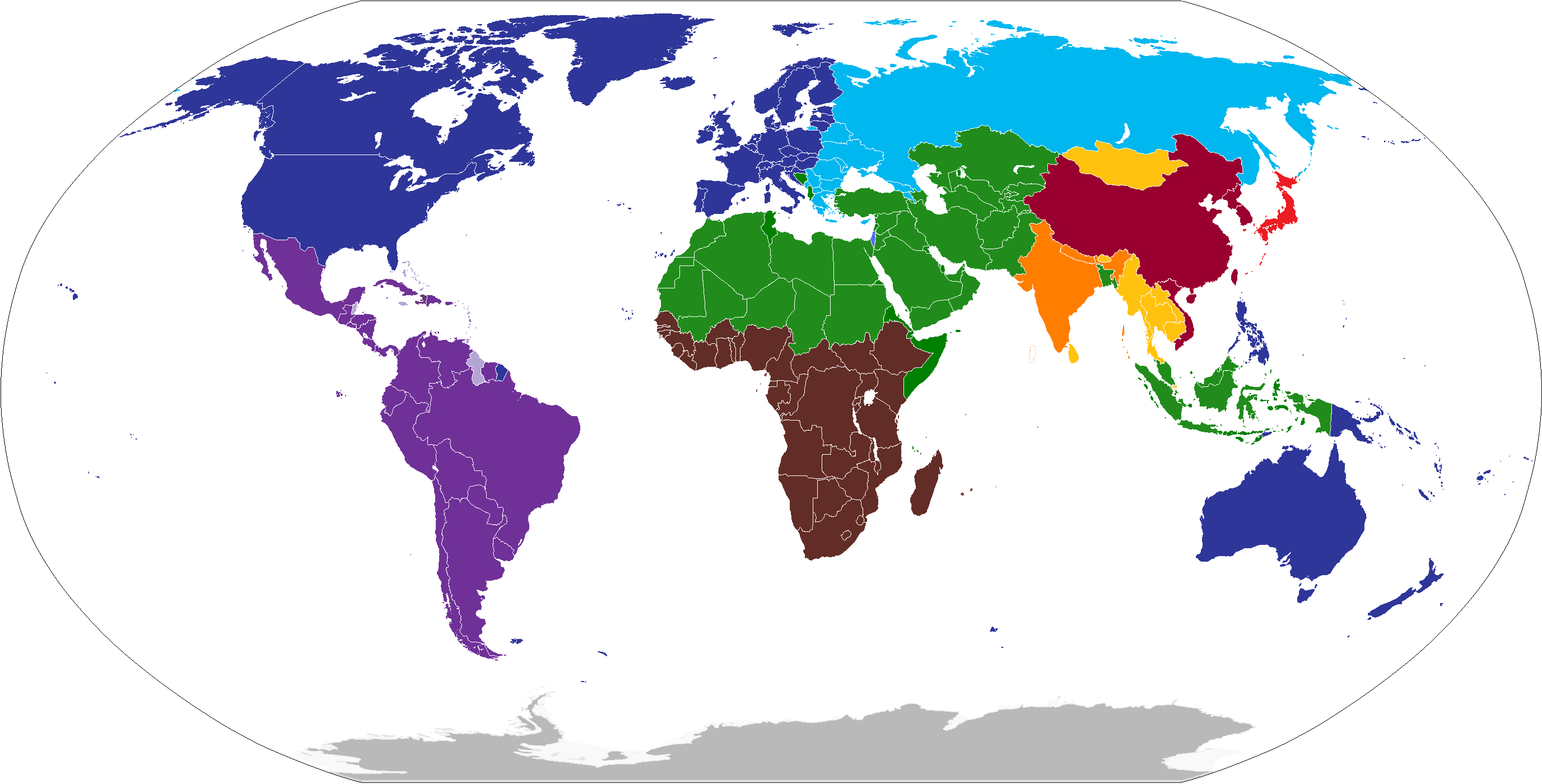
Mapa das principais civilizações, segundo Samuel Huntington em seu livro Choque de civilizações (1996)

A "civilização" também pode se referir à cultura de uma sociedade complexa, e não apenas à sociedade em si. Toda sociedade, civilizada ou não, tem um conjunto específico de ideias e costumes e um determinado conjunto de manufaturas e artes que a tornam única. As civilizações tendem a desenvolver culturas complexas, que incluem a literatura, a arte, arquitetura, uma religião organizada e costumes complexos associados à elite.
A cultura complexa associada com a civilização tem uma tendência a se espalhar e influenciar outras culturas, às vezes, assimilando-as para dentro da civilização (um exemplo clássico foi o da civilização chinesa e sua influência sobre as civilizações próximas, tais como Coreia, Japão e Vietnã). Muitas civilizações são realmente grandes esferas culturais que englobam muitas nações e regiões. A civilização em que alguém vive é a mais ampla identidade cultural dessa pessoa.
Muitos historiadores têm-se centrado nessas esferas culturais amplas e têm tratado as civilizações como unidades distintas. Um filósofo do início do século XX, Oswald Spengler, usa a palavra alemã "Kultur", "cultura", para o que muitos chamam de uma "civilização". Spengler acredita que a coerência de uma civilização é baseada em um único símbolo primário cultural. As culturas experimentam ciclos de nascimento, vida, declínio e morte, muitas vezes suplantados por uma cultura nova poderosa, formada em torno de um novo símbolo cultural atraente. Spengler defende que a civilização é o início do declínio de uma cultura como, "... os estados mais exteriores e artificiais dos quais uma espécie de humanidade desenvolvida é capaz".
Este conceito de "cultura unificada" da civilização também influenciou as teorias do historiador Arnold J. Toynbee em meados do século XX. Toynbee explorou os processos da civilização em seu livro Um Estudo da História, que traçou a ascensão e, na maioria dos casos, o declínio de 21 civilizações e cinco "civilizações presas". Civilizações em geral declinam e somem, de acordo com Toynbee, devido ao fracasso de uma "minoria criativa", através de um declínio moral ou religioso, para atender algum desafio importante, em vez de meras causas econômicas ou ambientais.
Samuel P. Huntington define civilização como "o maior agrupamento cultural de pessoas e o mais amplo nível de identidade cultural que distingue os seres humanos de outras espécies".

## Civilizações antigas
Para Samuel P. Huntington, a humanidade poderia ser dividida em oito civilizações, a saber: Civilização sínica ou chinesa; Civilização nipônica ou japonesa; Civilização hindu; Civilização islâmica, muçulmana ou árabe; Civilização ocidental; Civilização ortodoxa e Civilização subsaariana. No entanto, a perspectiva do choque de civilizações de Huntington tem sido criticada pelo seu caráter parcial, de verificação empírica e contrário ao multiculturalismo.
Darcy Ribeiro, por sua vez, distingue as "Civilizações Regionais" (associadas às revoluções tecnológicas da metalurgia, regadio, pastoreio e escravismo) das "Civilizações Mundiais" (associadas ao mercantilismo, revolução industrial e capitalismo/socialismo). Podem ser desenvolvidos, ainda, critérios da periodicidade histórica e principalmente características de sua cultura material tecnológica.
Têm sido chamadas civilizações antigas ou extintas aquelas da Antiguidade que, em virtude de seus feitos, principalmente arquitetônicos e artísticos, passam a ser estudadas pelos historiadores e arqueólogos depois de seu desaparecimento. São exemplos dessas grandes civilizações:
| - Civilização Acádia - Civilização Árabe - Civilização Assíria - Civilização asteca - Civilização Babilônica - Civilização Caldeia - Civilização Cananeia - Civilização Cartaginesa - Civilização Celta - Civilização Chinesa | - Civilização Minoica - Civilização Mesoamericana - Civilização Edomita - Civilização Etíope - Civilização Etrusca - Civilização Fenícia - Civilização Germânica - Civilização Grega - Civilização Hitita | - Civilização Inca - Civilização Indiana - Civilização Japonesa - Civilização Maia - Civilização Persa - Civilização Romana - Civilização Suméria - Civilização Turco-Otomana |

### Africanas

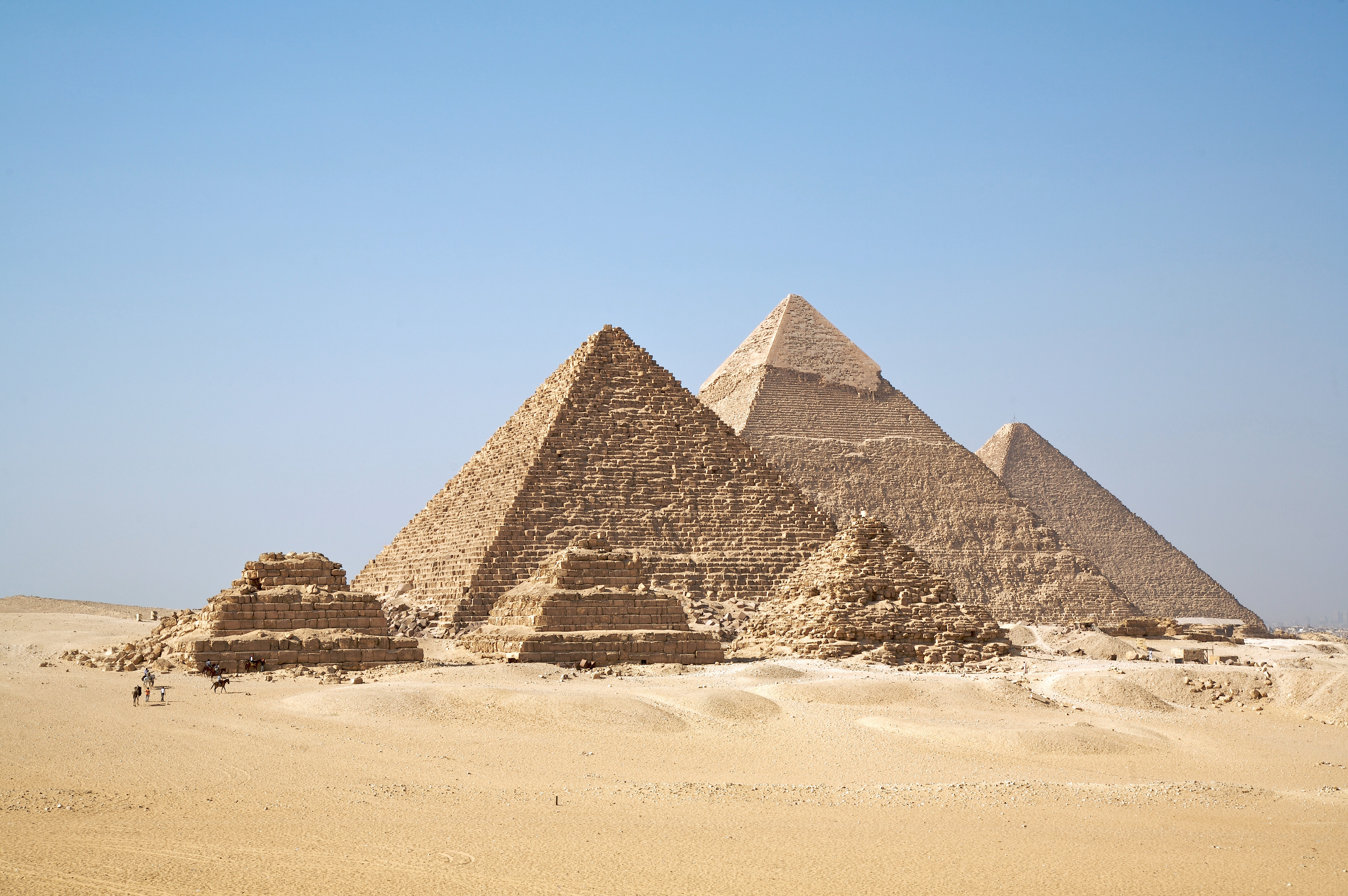
Pirâmides de Gizé, o mais poderoso símbolo da história egípcia

- Antigo Egito
- Império de Axum
- Império do Gana
- Império do Mali
- Império Songai
- Império de Canem
- Império Monomotapa
- Núbia
- Reino do Congo
- Meroé
- Grande Zimbábue
- Paisagem cultural de Mapungubwe

## Civilizações lendárias e fictícias

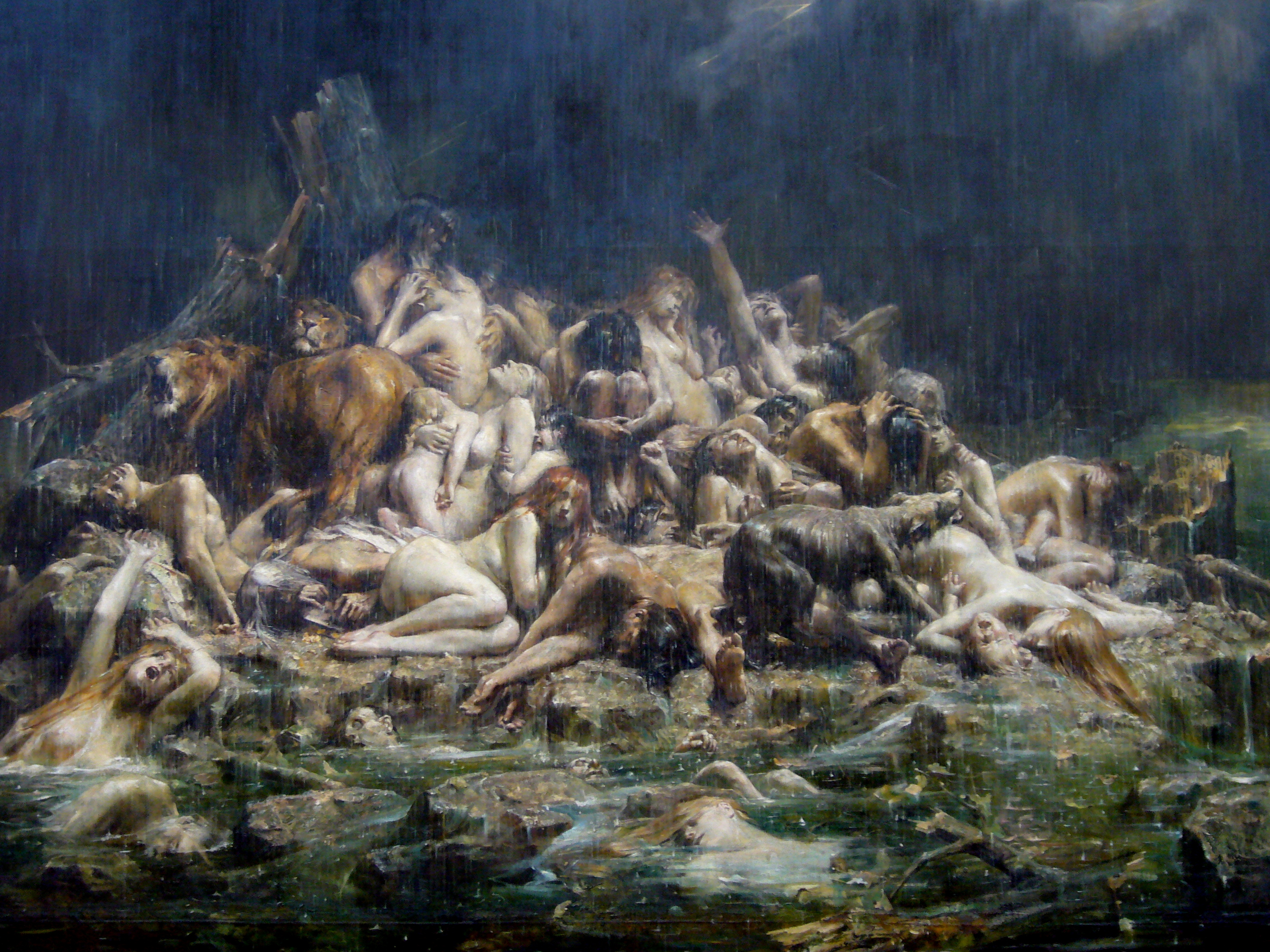
O afundamento de Atlântida corresponde ao Dilúvio Universal?

A cultura popular e o gênio de alguns escritores também falam de certas civilizações lendárias, que supostamente foram esquecidas pelo tempo, mas das quais de fato não existem provas concretas.
O padrão comum nestes casos é o de uma terra utópica de riqueza e prosperidade de alguma forma isolada do resto do mundo e que eventualmente é destruída em uma catástrofe. Dentre estas civilizações lendárias se destacam:
- Avalon
- Agartha
- Atlântida
- Ciméria
- Eldorado
- Lemúria
- Shangri-La